# Gentechnikgesetz (Deutschland)
Das deutsche Gentechnikgesetz (GenTG) ist 1990 erlassen worden, um die Nutzung der Gentechnik und die Verhütung der Gefahren gesetzlich zu regeln. Die Gentechnik-Sicherheitsverordnung als untergesetzliches Regelwerk zum GenTG regelt Sicherheitsanforderungen an gentechnische Arbeiten in gentechnischen Anlagen und die Freisetzung von gentechnisch veränderten Organismen.

## Gesetzeszweck und Anwendungsbereich
Zweck des Gesetzes ist, Leben und Gesundheit von Menschen, die Umwelt in ihrem Wirkungsgefüge, Tiere, Pflanzen und Sachgüter vor schädlichen Auswirkungen gentechnischer Verfahren und Produkte zu schützen und Vorsorge gegen das Entstehen solcher Gefahren zu treffen. Zugleich soll das Gesetz einen rechtlichen und ethischen Rahmen für die Forschung, Entwicklung und Erprobung der Gentechnik bieten (§ 1).
Das Gesetz ist auf alle gentechnischen Anlagen und Arbeiten, der Freisetzung gentechnisch veränderter Organismen und das Inverkehrbringen von Produkten mit gentechnisch veränderten Organismen anwendbar.
Der Einsatz von gentechnisch veränderten Organismen am Menschen wird nicht vom Gesetz erfasst.
U. a. zu folgenden Punkten macht das GenTG Vorgaben:
- Sicherheitsstufen und Sicherheitsmaßnahmen
- Genehmigung und Anmeldung gentechnischer Anlagen
- erstmalige gentechnische Arbeiten
- Genehmigungsvoraussetzungen
- Haftung (s. u.)

## Begriffe und Definitionen des GenTG
Gentechnisch veränderter Organismus (GVO)Ein GVO ist ein Organismus, mit Ausnahme des Menschen, dessen genetisches Material in einer Weise verändert worden ist, wie sie unter natürlichen Bedingungen durch Kreuzen oder natürliche Rekombination nicht vorkommt.
Gentechnische AnlageEine gentechnische Anlage ist eine Einrichtung, in der gentechnische Arbeiten im geschlossenen System durchgeführt werden und bei der spezifische Einschließungsmaßnahmen angewendet werden, um den Kontakt der verwendeten Organismen mit Menschen und der Umwelt zu begrenzen und ein dem Gefährdungspotenzial angemessenes Sicherheitsniveau zu gewährleisten.
FreisetzungGezieltes Ausbringen von GVO in die Umwelt, soweit noch keine Genehmigung für das Inverkehrbringen zum Zweck des späteren Ausbringens in die Umwelt erteilt wurde.

## Haftung, Strafvorschriften
Wegen der Gefährlichkeit der Gentechnik ist die zivilrechtliche Haftung als Gefährdungshaftung ausgestaltet (§ 32). Ein Verschulden ist somit nicht notwendig. Die Haftung selbst ist auf 85 Millionen Euro (§ 33) begrenzt. Eine Beweiserleichterung gilt für die Verursachung durch widerlegbare Vermutung, dass die Kausalität durch die gentechnisch veränderten Organismen gegeben ist (§ 34).
Das Gentechnikgesetz fordert den Unternehmen der Biotechnologie einen erhöhten Sorgfaltsmaßstab ab, der auch durch Bußgeld- und Strafvorschriften in § 38 und § 39 GenTG zum Ausdruck kommt. Das Gentechnikgesetz gehört somit zum Nebenstrafrecht.
Am 24. November 2010 entschied das Bundesverfassungsgericht, dass das Gesetz mit dem Grundgesetz vereinbar ist. Landwirte müssen demnach in vollem Umfang für Schäden haften, wenn genverändertes Material in konventioneller Ernte von Nachbarfeldern gefunden wird und diese dadurch nicht mehr oder nur eingeschränkt verwertbar ist.